# Etnografía de Haití
La Etnografía de Haití es muy uniforme, siendo casi toda de origen africano.
La mayor parte de la población de Haití, está compuesta por descendientes de negros africanos, que fueron llevados como esclavos en la época colonial. 
Hay también mulatos de sangre francesa, africana y criollos europeos, descendientes de los colonizadores franceses.
Cabe destacar que en Haití existe una mínima población de ascendencia española, griega, árabe, alemana y italiana, la cual no llega al 1% de la población haitiana.

## Estudios genéticos
- 95,5 % africano; 4,2 % europeo; 0,0 % americano; (Simms et al, 2010).[1]